# Камподолчино
Камподолчино (итал. Campodolcino) је насеље у Италији у округу Сондрио, региону Ломбардија.
Према процени из 2011. у насељу је живело 645 становника. Насеље се налази на надморској висини од 1087 м.

## Становништво
| 1936. | 1951. | 1961. | 1971. | 1981. | 1991. | 2001. | 2011. |
| ----- | ----- | ----- | ----- | ----- | ----- | ----- | ----- |
| 1.675 | 1.673 | 1.737 | 1.569 | 1.224 | 1.108 | 1.086 | 1.037 |